# Prangos humilis
Prangos humilis är en flockblommig växtart som beskrevs av Fisch.. Prangos humilis ingår i släktet Prangos och familjen flockblommiga växter. Inga underarter finns listade i Catalogue of Life.